# Coletivização forçada na União Soviética
Coletivização forçada foi o processo de expropriação das pequenas e médias propriedades privadas entre 1929-1931 por Josef Stálin na URSS, especialmente agrícolas, realizadas durante o primeiro plano quinquenal e sua transformação forçada em cooperativas ou unidades produtivas estatais, num processo brusco e rápido, onde inclusive foi utilizado força militar para aplacar a resistência desses proprietários.
A coletivização foi considerada como a solução para a crise da distribuição de produtos agrícolas (principalmente nas entregas de grãos) que existia desde 1927. Este problema tornou-se mais agudo, devido a União Soviética prosseguir com o seu ambicioso programa de expansão da indústria pesada.

## A Segunda Revolução?
A coletivização forçada resultou em grande resistência dos pequenos produtores, que forçou a utilização da força através da NKVD e do Exército Vermelho no confisco e repressão. Esses enfrentamentos foram chamados de segunda revolução russa, pela linha oficial do PCUS,  segundo o  qual  a primeira revolução (a Revolução de Fevereiro  e o processo de expropriação da burguesia ocorridos ao longo do ano de 1918) teria sido apenas  a revolução nas cidades, enquanto que a segunda seria no campos.
Também o processo de coletivização forçada, associado à industrialização acelerada, conforme preconizava o primeiro plano quinquenal, trouxe intensas transformações estruturais que foram também chamados pela cúpula stalinista de revolução por cima, à medida que não resultaram do movimento de massa mas da ação do Estado.
Contudo, o uso da expressão segunda revolução ignora deliberadamente, na melhor das hipóteses, ou falsifica,  na pior, o processo de revolução socialista no campo que ocorrera simultaneamente à revolução urbana, no mesmo período de 1917-1918, a partir das ocupações de terra e das ordens de expropriação efetuadas por sovietes rurais, culminando com o decreto da terras emitido pelo Conselho de Comissários do Povo, redigido pelo próprio Lênin, que nacionalizara o solo, embora permitisse o arrendamento individual por pequeno e médios produtores.

## A "industrialização acelerada"
Várias lideranças do Partido Comunista e da administração da economia nacional tinham posição contrária a continuidade da NEP, especialmente depois da Crise das Tesouras em 1923. Surge assim sucessivamente a Oposição de Esquerda e a Oposição Unificada dentro do Partido Comunista. O diagnóstico era que o gradual desenvolvimento econômico soviético da década de 1920 passava por uma forte necessidade de investimentos, cujos efeitos (por exemplo, geração de renda) se sentiriam antes do aumento da produção, o que explicaria nas cíclicas ondas inflacionárias durante a NEP, o que por sua vez, colocava em risco a aliança operário-camponesa. Era preciso criar condições para que a economia soviética, que ainda estava na etapa primária do socialismo, pudesse se desenvolver sem essas ameaças a revolução, pela via da industrialização acelerada.
Os problemas de inflação e do financiamento do investimento que a URSS vivenciara ao longo da década de 1920 seriam resolvidos pela industrialização, financiada pela transferência do excedente da agricultura e do pequeno comércio, desviando o capital acumulado no comércio e na agricultura, que acabaria no consumo da pequena-burguesia, para o investimento industrial. Somente através de uma industrialização acelerada efetuada pela acumulação socialista primitiva se garantiria que a “etapa primária do socialismo”, estágio pelo que se encontrava a URSS, no desenvolvimento da superestrutura e infraestrutura na formação social da URSS se desse de forma harmônica.
A teoria da acumulação socialista primitiva, elaborada pelo economista e membro da Oposição de Esquerda, Preobrajenski, partia do princípio de que o processo de financiamento do desenvolvimento da economia soviética seria impossível nos quadros de uma economia isolada (impossibilidade de acumular divisas estrangeiras), logo a indústria (setor socializado) por si só se via sem condições de “puxar” o processo de acumulação e financiamento. Assim, a acumulação socialista primitiva se faria nos marcos de trocas desiguais entre a agricultura e a indústria, entre o setor sobre-acumulado e dominado pela pequena-propriedade capitalista e o setor subdesenvolvido e dominado pela propriedade estatal. Esse processo seria viabilizado pelo planejamento central (que ditaria preços, impostos diferenciados e orçamento para projetos estatais) e pela própria industrialização acelerada da economia.
A consequência lógica da teoria da acumulação socialista primitiva, ao defender a industrialização acelerada e o planejamento central, é que seria evitável qualquer hipótese de coletivização forçada, que consiste numa acumulação de capitais pela apropriação não-econômica de recursos dos camponeses e dos pequenos comerciantes, obtidos pelas expropriações das suas propriedades e bens, como acabou empreendendo o stalinismo no fim do ano de 1929, quando reverteu sua política anterior.
O I Plano Quinquenal fez com que na URSS empresas comerciais e industriais fosse estatizadas independentemente do seu tamanho, e se iniciasse grandes empreendimentos de infraestrutura (transportes, geração de energia, minas, etc.) e de bens de capital (máquinas, ferramentas, etc.). Os capitais para os empreendimentos foram obtidos pela expropriação, em um incredível curto período de tempo, das pequenas propriedades de milhões de camponeses e pequenos comerciantes e das reservas internacionais obtidas pelas exportações dos alimentos confiscados. A consequência foi uma desorganização da economia nacional muito brusca e desordenada, tanto na cidade como no campo, tanto na distribuição como na produção.
Preobrajenski criticou essa "via stalinista" para a industrialização soviética em um artigo de 1931. O artigo submetido ao jornal Problemy ekonomiki, porém não-publicado, "Sobre a metodologia da elaboração do Plano Geral e o segundo plano quinquenal" (O metodologii sostavleniia genplana i vtoroi piatiletki) ataca a via de direção da industrialização conduzida pelo regime stalinista, criticando o primeiro Plano Quinquenal e propondo viradas nas políticas econômicas quando da implantação do segundo. 
Esse processo de desenvolvimento econômico pautado pela industrialização acelerada da economia nacional especialmente após a versão stalinista ter sido posto em prática, convencionou-se chamar posteriormente no Ocidente de “modelo soviético de desenvolvimento”.

## A coletivização forçada como virada ideológica de Stálin
Curiosamente, Stálin e seu grupo política ao longo da segunda metade da década de 1920, quando os rumos do desenvolvimento socialista da URSS estava sendo alvo de enorme polêmica dentro do Partido, sempre se colocaram contrários a ideia de uma coletivização dos pequenos produtores, especialmente os agrícolas, colocando como se isso fosse um rompimento à aliança operário-camponesa (a smytcha). 
Grupos contrários ao stalinismo, como em 1923, a Oposição de Esquerda, que liderada por Trotski, Preobrajensky e outras lideranças do Partido, e em seguida, em 1926 a Oposição Unificada, onde se agregou outras lideranças como Zinoviev, Kamenev, Krupskaya, defenderam a necessidade de coletivização para resolver os problemas agrários e permitir a captação de recursos excedentes da agricultura para a industrialização. Embora defende-se que esse processo se desse em bases progressivas, mediante concordância dos mesmos e fossem efetuados por meio de incentivos econômicos e ideológicos, e não por meio da ação violenta do Estado. 
Os oposicionistas acusavam que caso o Estado Soviético não realizasse logo a coletivização, os kulaks continuariam se fortalecendo, e a aliança operário-camponesa se romperia no sentido cidade campo (e não no inverso como os stalinistas e os bukharinistas afirmavam), à medida que  os camponeses não seguiriam atraídos em oferecer os produtos agrícolas à cidade por outro lado, seguiria a carência de produtos de consumo industriais oferecidos ao campo (pois não haveria recursos para investimentos industrial para ampliar a produção, que deveria ser captados do excedente da produção agrícola. Nesse sentido, a revolução estaria ameaçada, e a alternativa seria a aceleração da industrialização e o planificação (com caráter democrático) para viabilizar a acumulação socialista primitiva, que marcaria os passos de transição da economia soviética, outrora uma economia capitalista subdesenvolvida, em uma economia socialista. 
O bloco dirigente stalinista-bukharinista sempre foi contrário a essa tese, argumentando que serem "superindustrialismo". Contudo, com a ruptura do bloco e o afastamento dos postos de direção do grupo bukharinista, os stalinistas puseram em prática um programa deturpado da Oposição, pautado no I Plano Quinquenal, através de uma industrialização acelerada, uma coletivização forçada e numa planificação geral.

## Consequências da coletivização forçada e do I Plano Quinquenal
O resultado foi que o número de propriedades agrícolas em 1928 na URSS reduziu-se de 90% passando de 21 000 000 unidades para aproximadamente 2 000 000 em 1931 (período final do primeiro plano quinquenal). Esta drástica redução trouxe enormes prejuízos na produção agrícola ao longo de todo o primeiro plano quinquenal  criando as condições para a terrível fome na Ucraina e sul da Russia, que provocou entre 7 e 14 milhões de vítimas nos anos de 1932 a 1933.
Ao longo do I Plano Quinquenal houve verdadeiras hordas de esfomeadas pela URSS que perambulavam pelos campos, constituídos em grande parte de trabalhadores rurais desempregados. Milhões resistiram, escondendo cereais ou recusando colaborar com as autoridades, estes que resistiram foram chamados de kulaks, termo tão vago que qualquer um poderia ser qualificado. Para quebrar a resistência ao regime reviveu uma antiga tradição czarista, a ordem de deportação. Caminhões ou vagões chegavam aos vilarejos e prendiam famílias inteiras. Entre 1930 e 1933, mais de dois milhões de camponeses são desterrados a título definitivo para outras regiões, principalmente para o Cazaquistão e a Sibéria. onde eles viveram o resto de suas vidas como ‘’especiais exilados’’ proibidos de deixarem a área a eles designada. Outros 100 mil foram presos e enviados para trabalhos forçados em Gulags. Por outro lado, as operações de deportação visavam fornecer os recursos humanos necessários à colonização e exploração das imensas riquezas naturais, existentes nesses territórios desabitados.
Pois os proprietários agrícolas resistentes a coletivização e perda de suas posses simplesmente destruíam ou escondiam a safra e os pequenos bens (animais e arados), o que obrigou a constituição de destacamentos do Exército Vermelho a invadir casas para resgatar víveres.
Houve também grave deslocamento de pessoas de várias regiões do país para as cidades e outras zonas rurais mais desabitadas ou em decorrência de fuga da repressão ou em virtude de deportações forçadas aplicadas pelos órgãos de repressão. Houve também o incremento de prisões e exílios internos, onde os gulag, campos de prisão e trabalho forçado, aparecem pela primeira vez na história da URSS. Em seguida os gulags tornaram padrão de repressão a oposição interna (e a oposição virtual ou em potencial) ao longo das décadas seguintes.

## O aparecimento dos kolkhoses e sovkhoses
Pela política de Stálin os médios (os kulaks) e pequenos proprietários agrícolas tiveram seus meios de produção confiscados e as terras convertidos em cooperativas agrícolas (kolkhoses e artéis) ou em fazendas estatais (sovkhoses). Enquanto colheitadeiras, tratores e caminhões ficaram sobre a administração de órgãos estatais chamados de ETM (estações de tratores e máquinas) para serem alugados pelas cooperativas e fazendas estatais.

## Desdobramentos da Coletivização forçada sobre a agricultura soviética
Um dos desdobramentos da coletivização forçada foi a constituição de um crônico problema agrícola ao longo da história econômica soviética. Onde se alternaram boas safras com a necessidade de importar do Ocidente grãos decorrentes de quebra de safra.
As causas possíveis podem ser enunciadas entre eles que:
- os mecanismos de planificação foram implantados de maneira artificial não respeitando as disparidades entre a produção industrial, dominada por grandes complexos e combinados produtivos, e à agrícola, dominada por pequenas e médias cooperativas e sujeitas a imprevistos ambientais;
- a mecanização do campo não foi implantada de maneira geral (na URSS a mecanização deu-se prioritariamente sobre a indústria, especialmente a indústria pesada), resultando numa baixa produtividade do trabalho agrícola em comparação à produção industrial soviética ou à produção agrícola ocidental;
- a baixa produtividade era agravada ainda pela baixa capacidade de incentivos e estímulos aos trabalhadores agrícolas para o cumprimento das metas afixadas no Plano;
- as metas em si não eram definidas democraticamente pelos trabalhadores das cooperativas e fazendas agrícolas, em acordo com os trabalhadores urbanos, mas afixados arbitrariamente pela burocracia do Partido, e com previsões sujeitos a inúmeros erros pelos economistas dos órgãos de planejamento soviético (que por sua vez não tinham contado com a realidade ou comprometidos apenas com os laços com as burocracias).